# تقع مولري
تُقَع مولري (الاسم العلمي Chelmon muelleri)، نوع سمك من التقع ينتمي إلى فصيلة الأسماك الفراشية. اعطانه غرب المحيط الهادي، شمال أستراليا وغرب بابوا غينيا الجديدة، تعيش في الشعاب المرجانية.